# Paleonura
Genre
Paleonura est un genre de collemboles de la famille des Neanuridae.

## Liste des espèces
Selon Checklist of the Collembola of the World (version du 16 octobre 2019) :
- Paleonura aberdarensis Cassagnau, 1996
- Paleonura africana Cassagnau, 1996
- Paleonura angustior (Rusek, 1971)
- Paleonura anophthalma Cassagnau, 1991
- Paleonura anosyennica Cassagnau, 1996
- Paleonura badaga Cassagnau, 1988
- Paleonura barbata Cassagnau, 1988
- Paleonura bilinskii Pasnik & Weiner, 2013
- Paleonura borincana Palacios-Vargas & Soto-Adames, 2017
- Paleonura carayoni Massoud & Thibaud, 1987
- Paleonura cassagnaui Weiner & Najt, 1998
- Paleonura coalescens Cassagnau, 1996
- Paleonura colimana Palacios-Vargas & Gómez-Anaya, 1995
- Paleonura daniae Palacios-Vargas & Díaz, 1992
- Paleonura decorata Cassagnau, 1988
- Paleonura deharvengi Cassagnau, 1991
- Paleonura dejeani Cassagnau, 1996
- Paleonura dilatata Deharveng & Bedos, 1993
- Paleonura epiphytica Smolis & Deharveng, 2003
- Paleonura formosana (Yosii, 1965)
- Paleonura ganesh Cassagnau, 1991
- Paleonura guadalcanarae (Yosii, 1960)
- Paleonura guae (Yoshii, 1976)
- Paleonura gurung Cassagnau, 1991
- Paleonura ili (Christiansen & Bellinger, 1992)
- Paleonura indrabahadouri Cassagnau, 1991
- Paleonura insularum (Carpenter, 1935)
- Paleonura irregularis Cassagnau, 1991
- Paleonura khumbica (Cassagnau, 1971)
- Paleonura lamjungensis Cassagnau, 1991
- Paleonura lanna Deharveng & Bedos, 1993
- Paleonura loebli Cassagnau, 1988
- Paleonura lonavlana (Yosii, 1966)
- Paleonura louisi Thibaud & Najt, 1993
- Paleonura macronychia Cassagnau, 1988
- Paleonura miniseta Massoud & Thibaud, 1987
- Paleonura monochaeta Deharveng & Bedos, 1993
- Paleonura monophthalma (Yosii, 1966)
- Paleonura nuda Cassagnau & Oliveira, 1990
- Paleonura paurochaetosa Cassagnau, 1991
- Paleonura pescadorius Palacios-Vargas & Gómez-Anaya, 1995
- Paleonura petebellingeri Palacios-Vargas & Simón-Benito, 2007
- Paleonura plumosa Cassagnau, 1996
- Paleonura reducta (Yosii, 1966)
- Paleonura rosacea (Schött, 1917)
- Paleonura rosacea (Womersley, 1933)
- Paleonura saproxylica Smolis & Kadej, 2014
- Paleonura setikholensis Cassagnau, 1991
- Paleonura siva (Yosii, 1966)
- Paleonura spectabilis Cassagnau, P, 1982
- Paleonura trisetosa Cassagnau, 1991

## Publication originale
- Cassagnau, 1982 : Sur les Neanurinae primitifs suceurs et les lignées qui en derivent (Collemboles). Travaux du Laboratoire d'Écobiologie des Arthropodes Édaphiques Toulouse, vol. 3, no 3, p. 1-11.